# Tańce słowiańskie

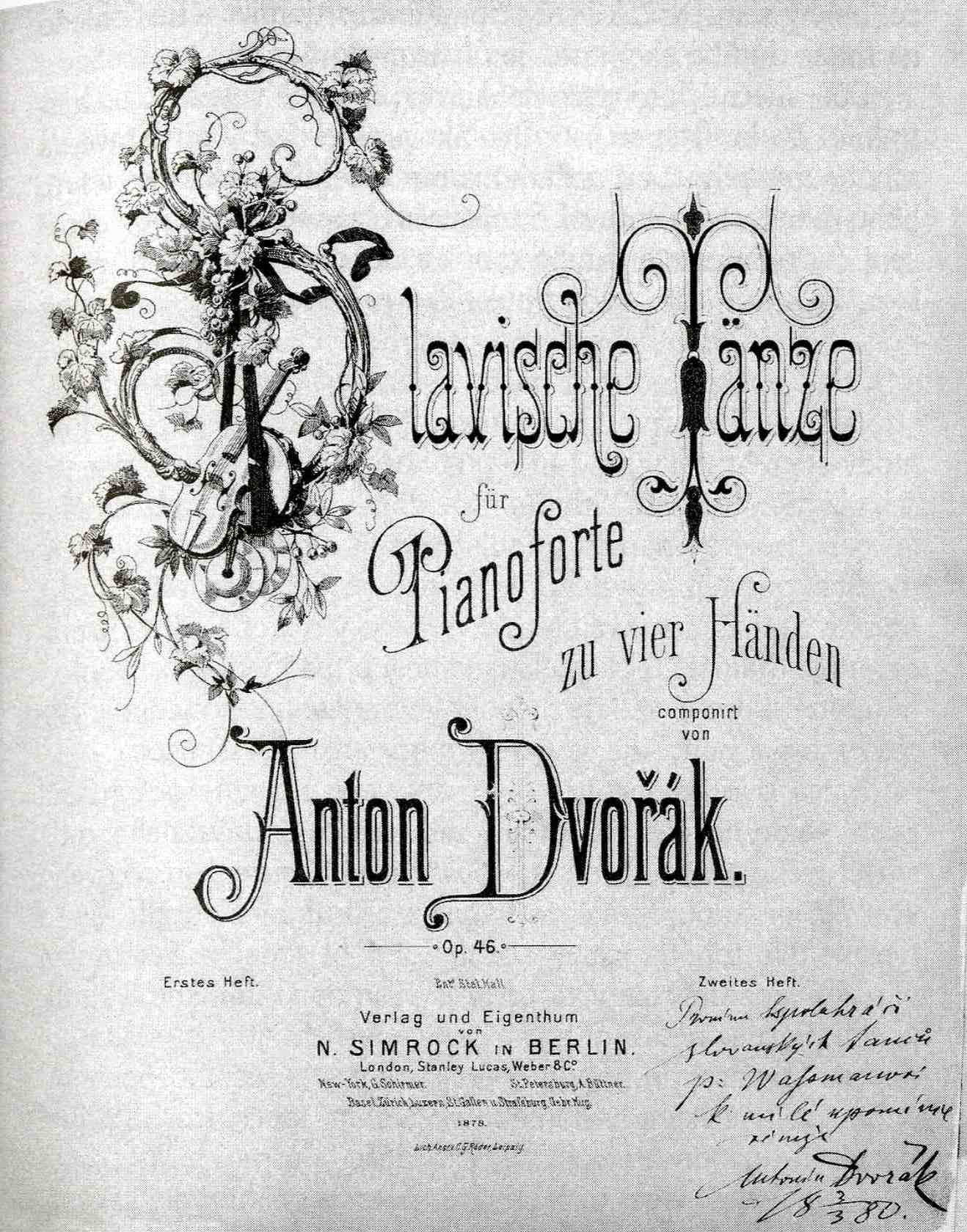
Strona tytułowa pierwszej części Tańców słowiańskich z dedykacją

Tańce słowiańskie – zbiór 16 utworów orkiestrowych (pierwotnie na fortepian, na cztery ręce) skomponowanych przez Antonína Dvořáka w roku 1878 i 1886. Zostały wydane w dwóch osobnych zbiorach jako opus 46 i 72. Źródłem inspiracji przy powstawaniu Tańców słowiańskich były Tańce węgierskie Johannesa Brahmsa. Zbiór został przepisany na orkiestrę niedługo po skomponowaniu na żądanie wydawcy. Żywe, narodowo nacechowane Tańce zostały dobrze przyjęte przez odbiorców, do dzisiaj zalicza się je do najwybitniejszych dzieł tego kompozytora.

## Lista utworów

### Opus 46
- No. 1 C-dur (Furiant)
- No. 2 e-moll (Dumka)
- No. 3 As-dur (Polka)
- No. 4 F-dur (Sousedská)
- No. 5 A-dur (Skočná)
- No. 6 D-dur (Sousedská)
- No. 7 c-moll (Skočná)
- No. 8 g-moll (Furiant).

### Opus 72
Tańce tego opusu czasami numerowane są niezależnie od części pierwszej (1-8), czasami jako 9-16. Zazwyczaj stosuje się obie numeracje.
- No. 1 (9) H-dur (Odzemek)
- No. 2 (10) e-moll (Starodávny)
- No. 3 (11) F-dur (Skočná)
- No. 4 (12) Des-dur (Dumka)
- No. 5 (13) b-moll (Špacírka)
- No. 6 (14) B-dur (Starodávný, znany też jako Polonez)
- No. 7 (15) C-dur (Kolo)
- No. 8 (16) As-dur major (Sousedská)